# Urotriorchis macrourus
L'astore codalunga (Urotriorchis macrourus (Hartlaub, 1855)) è un uccello rapace della famiglia degli Accipitridi  che vive nelle foreste pluviali dell'Africa occidentale e centrale. È l'unica specie nota del genere Urotriorchis.

## Descrizione
Può raggiungere la lunghezza complessiva di 60 cm, compresi i 30 cm della coda, e un'apertura alare di 90 cm.

## Biologia
L'astore codalunga è solito cacciare spezzando con i suoi artigli il collo delle sue prede, fra le quali figurano scoiattoli, piccoli uccelli e anche i pulcini di cui talvolta fa razzia nei villaggi vicini alla foresta.
La stagione dell'accoppiamento cade fra luglio e agosto, quando la coppia costruisce un nido di rami su alberi molto elevati. Si conosce ancora poco della nidificazione e dell'allevamento dei piccoli di questa specie.